# Margareta Jonback
Eva Margareta Jonback, född Marklund 11 juli 1934 i Arvidsjaur, är en svensk receptarie och politiker (folkpartiet).
Margareta Jonback tjänstgjorde som ersättare i Sveriges riksdag för Kopparbergs läns valkrets en kortare period hösten 1988.